# 鴨池海岸公園
鴨池海岸公園（かもいけかいがんこうえん）は、愛媛県今治市大西町九王にある海浜公園である。

## 概要
延長800メートルの白砂の海岸が広がっており、夏には海水浴で賑わっている。沖には弓丈島という小島があり、瀬戸内海に沈む夕日の撮影でアマチュアカメラマンも訪れる風光明媚な場所である。10月と2月の数日だけ、夕日が歪んでだるまのように見えるだるま夕日が現れる。
1963年に愛媛県が海岸を見渡す「とびがらす山」に展望台を設置してからは、国立公園の規制もありほとんど手つかずの状態であった。2004年から駐車場、トイレやシャワー施設が整備された。2023年には今治市によってWi-Fiが設置されている。
2019年6月には、沿岸の海でボートをこいでタイムを競う新スタイルの種目であるコースタルローイングの国内初の大会「ビーチ・ローイング・スプリント・ゲームズ2019 Imabari」が開催された。

## 施設
- 芝生広場
- 休憩所
- シャワー
- トイレ
- 鳶鴉山展望台

## 舞台
- がんばっていきまっしょい（映画） - ボート部艇庫や練習風景のメーン撮影が行われた[6]。原作では主人公が所属するボート部艇庫は松山市の港山海岸だったが、「景観と波が穏やかな場所」という磯村一路監督の希望で鴨池海岸が選ばれた[6]。

## アクセス
- 西瀬戸自動車道今治インターチェンジより車で約20分。
- JR四国大西駅より車で約10分。